# ولیکی ابلجج
ولیکی ابلجج (به لاتین: Veliki Obljaj) یک زیستگاه انسانی در کرواسی است.